# Audi A6 C7
Audi A6 C7 er en øvre mellemklassebil fra Audi, som blev officielt præsenteret den 1. december 2010 og kom ud til forhandlerne den 1. april 2011. Modellen sælges som fjerde generation af Audi A6 og bygges i Neckarsulm. Specielt til det kinesiske marked bygges den lange udgave Audi A6L derimod på FAW-Volkswagens fabrik i Changchun. CKD-montage af A6 finder sted på fabrikkerne Aurangabad, Jakarta og Monterrey.
Limousine-udgaven kom på markedet i april 2011, mens stationcarudgaven Avant fulgte i september samme år. Ligesom de foregående to A6-generationer findes også C7 i en udgave med offroadoptik kaldet A6 allroad quattro, som kom på markedet i starten af 2012.

## Historie
Audi A6 C7 adskiller sig fra forgængeren C6 gennem skift af platform. Ligesom A4 B8, A5 og A7 Sportback er A6 C7 baseret på konceptet "modulær langsbygning". Gennem flytningen af kobling og differentiale er forakslen rykket ca. 12 cm længere frem, hvorved bilen får en længere akselafstand. Samtidig har Audi proklameret en vægtsænkning på op til 70 kg på grund af brugen af aluminiumsbyggedele. A6 C7 er som standard udstyret med start/stop-system, bremseenergigenvinding, aktivt Thermomanagement og modificerede motorer, hvorved brændstofforbruget kan nedsættes med op til 19 procent. Samtidig har A6 fået Infotainment-systemet fra Audi A7, udstyret med udskydeligt display og skriftgenkendelse.
- Bagfra
- Audi A6 Avant (2011−)
- Interiør

## Sikkerhed
Modellen er i 2011 blevet kollisionstestet af Euro NCAP med et resultat på fem stjerner ud af fem mulige.

## Motorer
Ved introduktionen fandtes A6 med fire V6-motorer, og i foråret fulgte den modificerede firecylindrede 2,0 TDI-motor med 130 kW (177 hk). Fra december 2011 findes en 3,0 TDI med 230 kW (313 hk) og et maksimalt drejningsmoment på 650 Nm.
Fra starten af 2012 findes modellen i en hybridudgave med et brændstofforbrug på 6,2 liter/100 km. Sportsversionen S6 blev præsenteret på Frankfurt Motor Show 2011, mens RS6 følger i sommeren 2013.
I USA sælges i stedet for 2,8 FSI en 2,0 TFSI med 155 kW (211 hk) og et drejningsmoment på 350 Nm i kombination med Multitronic og forhjulstræk eller 8-trins Tiptronic og firehjulstræk. 2,0 TFSI quattro Tiptronic fås også i Canada. Den kinesiske A6L findes derudover med en 2,5-liters V6-benzinmotor med 140 kW (190 hk) og Multitronic.

### Tekniske specifikationer
| Model           | Cylindre | Ventiler | Slagvolume cm³ | Max. effekt kW (hk) / omdr. | Max. drejningsmoment Nm / omdr. | 0-100 km/t sek. | Topfart km/t | Byggeår          |
| --------------- | -------- | -------- | -------------- | --------------------------- | ------------------------------- | --------------- | ------------ | ---------------- |
| Benzinmotorer   |          |          |                |                             |                                 |                 |              |                  |
| 2.0 TFSI hybrid | 4        | 16       | 1984           | 180 (245)                   | 480                             | 7,5             | 240          | 1/2012 −         |
| 2.0 TFSI        | 4        | 16       | 1984           | 132 (180) / 4000 − 6000     | 320 / 1500 − 3900               | 8,1 − 8,6       | 218 − 232    | 10/2011 −        |
| 2.0 TFSI1       | 4        | 16       | 1984           | 155 (211) / 4300 − 6000     | 350 / 1500 − 4200               | 6,7 − 7,5       | 209          | 3/2011 −         |
| 2.5 FSI2        | 6        | 24       | 2498           | 140 (190) / 5500 − 6500     | 250 / 3000 − 4750               | 9,5             | 226          | 2012 −           |
| 2.8 FSI         | 6        | 24       | 2773           | 150 (204) / 5250 − 6250     | 280 / 3000 − 5000               | 7,7 − 8,3       | 230 − 242    | 12/2010 −        |
| 3.0 TFSI        | 6        | 24       | 2995           | 220 (300) / 5250 − 6500     | 440 / 2900 − 4500               | 5,5 − 5,6       | 2503         | 12/2010 − 4/2012 |
| 3.0 TFSI        | 6        | 24       | 2995           | 228 (310) / 5500 − 6500     | 440 / 2900 − 4500               | 5,5 − 5,9       | 2503         | 1/2012 −         |
| 4.0 TFSI (S6)   | 8        | 32       | 3993           | 309 (420) / 5500 − 6400     | 550 / 1400 − 5200               | 4,6 − 4,9       | 2503         | 4/2012 −         |
| 4.0 TFSI (RS6)  | 8        | 32       | 3993           | 412 (560) / 5700 − 6600     | 700 / 1750 − 5500               | 3,9             | 2503         | 2/2013 −         |
| Dieselmotorer   |          |          |                |                             |                                 |                 |              |                  |
| 2.0 TDI         | 4        | 16       | 1968           | 130 (177) / 4200            | 380 / 1750 − 2500               | 8,2 − 9,0       | 216 − 228    | 1/2011 −         |
| 3.0 TDI         | 6        | 24       | 2967           | 150 (204) / 3250 − 4500     | 4004 / 1250 − 3500              | 7,0 − 7,9       | 223 − 242    | 12/2010 −        |
| 3.0 TDI         | 6        | 24       | 2967           | 180 (245) / 4000 − 4500     | 580 / 1750 − 25005              | 6,1 − 6,7       | 236 − 250    | 12/2010 −        |
| 3.0 TDI         | 6        | 24       | 2967           | 230 (313) / 3900 − 4500     | 650 / 1450 − 2800               | 5,1 − 5,6       | 2503         | 12/2011 −        |

1 Kun for Canada og USA

2 Kun for Kina

3 Elektronisk begrænset

4 quattro 450 Nm

5 Frem til 4/2012 500 Nm ved 1400 − 3250 omdr./min.